# Ataşehir
Ataşehir és un districte d'Istanbul, Turquia, situat en la part anatòlia de la ciutat.

## Mahalleler
Aşık Veysel  ·  Atatürk  ·  Barbaros  ·  Esatpaşa  ·  Ferhatpaşa  ·  Fetih  ·  İçerenköy  ·  İnönü  ·  Kayışdağı  ·  Küçükbakkalköy  ·  Mevlana  ·  Mimarsinan  ·  Mustafa Kemal  ·  Örnek  ·  Yeniçamlıca  ·  Yenisahra  ·  Yenişehir